# ترادل هچر
ترادل هچر (انگلیسی: Traudl Hecher; ۲۸ سپتامبر ۱۹۴۳ – ) اسکی‌باز آلپاین اهل اتریش بود.